# Ub (Sérvia)
Ub (em cirílico: Уб) é uma vila da Sérvia localizada no município de Ub, pertencente ao distrito de Kolubara, na região de Tamnava. A sua população era de 6164 habitantes segundo o censo de 2011.

## Demografia
| 1948  | 1953  | 1961  | 1971  | 1981  | 1991  | 2002  | 2011  |
| ----- | ----- | ----- | ----- | ----- | ----- | ----- | ----- |
| 1 170 | 2 176 | 2 592 | 3 650 | 4 819 | 5 797 | 6 018 | 6 164 |